# NGC 5450
NGC 5450 is een H-II-gebied in het sterrenstelsel Messier 101 in het sterrenbeeld Grote Beer. Het hemelobject werd op 27 april 1851 ontdekt door de Ierse astronoom William Parsons.